# Skyderierne i Aurora 2012
Skyderierne i Aurora 2012 fandt sted den 20. juli, 2012, da en bevæbnet mand iført gasmaske åbnede ild i Century 16, en biograf i Aurora, Colorado under en natlig visning af The Dark Knight Rises. Pistolmanden udløste en røggranat i teatret, før han begyndte at skyde, og menes at have dræbt 12 mennesker og såret 70.
En mistænkt iført en skudsikker vest blev pågrebet kort efter skyderiet.